# دونكان روي
دونكان روي (بالإنجليزية: Duncan Roy)‏ هو منتج أفلام ومخرج بريطاني، ولد في 8 يوليو 1960 في وايتستابل في المملكة المتحدة.

## وصلات خارجية
- دونكان روي على موقع IMDb (الإنجليزية)
- دونكان روي على موقع ألو سيني (الفرنسية)
- دونكان روي على موقع ميوزك برينز (الإنجليزية)
- دونكان روي على موقع أول موفي (الإنجليزية)
- دونكان روي على موقع ديسكوغز (الإنجليزية)
- دونكان روي على موقع قاعدة بيانات الفيلم (الإنجليزية)
- دونكان روي على موقع كينوبويسك (الروسية)